# Javier Salamero
Javier Salamero Marco (Zaragoza, España, 26 de junio de 1971) es un exjugador y entrenador de fútbol español. Actualmente está libre tras dejar la Unió Esportiva Figueres de la Tercera División de España.

## Trayectoria

### Como jugador
Formado en la cantera del Stadium Casablanca y Real Zaragoza, una vez pasada la edad de juvenil desarrolló toda su carrera como jugador en Cataluña, en diferentes clubes de la Tercera División y de las categorías territoriales como el CF Lloret, CF Calella, CD Blanes, CE Premià o Vilobí CF.

### Como entrenador
Inicios
Su carrera como técnico la inició como coordinador y entrenador de los juveniles del Vilobí CF y posteriormente ejerció los mismos cargos en la debutando con el sénior en el Cassà. La temporada 2004-05 en Tercera División estuvo al frente del entonces filial de la Unió Esportiva Figueres, la Fundació Esportiva Figueres.
Girona
En 2005, se incorporó al Girona Fútbol Club, donde ha vivido momentos muy buenos y muy malos. Llegó al club en Tercera División, y en 2007 lo ascendió a Segunda B siendo entrenador junto con Ricardo Rodríguez. De nuevo como director deportivo, el equipo catalán llegó a Segunda A. En la temporada 2008-2009, Salamero tuvo que hacerse cargo del primer equipo las últimas jornadas y en sólo 2 partidos lo salvó del descenso a la Segunda B. Miquel Olmo tomó el testigo para las 3 últimas jornadas.
Tras cinco años ligado al club gerundense y tras una exitosa etapa tanto como director deportivo como entrenador, en septiembre de 2010 abandonó la entidad rojiblanca.
El 25 de marzo de 2012, Salamero fue llamado por el Girona FC para intentar conseguir la permanencia en Segunda División, convirtiéndose así en el tercer entrenador del club catalán en esa misma temporada. Finalmente, volvió a conseguir la salvación en la categoría de plata para el Girona encadenando 10 partidos sin perder; un éxito que no derivó en la renovación por desavenencias en lo económico. No obstante, los números dicen que Salamero sumó 31 de 42 puntos posibles (un 73,80%) en los 14 partidos que dirigió al Girona FC en Segunda.
Llagostera y Gimnàstic
Salamero fue contratado por la Unió Esportiva Llagostera como nuevo director deportivo del conjunto gerundense en verano de 2012. Sin embargo, después de un mal arranque de temporada 2012-13 por parte del Club Gimnàstic de Tarragona, la entidad grana destituyó a su entrenador Kiko Ramírez y contrató a Salamero para sustituirle. De la mano del técnico aragonés, el Nàstic abandonó la zona baja de la clasificación y llegó a las primeras posiciones, sumando el 55,21% de los puntos posibles (53 de 96) y encadenando hasta 8 victorias consecutivas que le permitieron aspirar a entrar en el "play-off" de ascenso, pero finalmente no logró este objetivo, terminando como sexto clasificado. Al no poder ganar los partidos decisivos ni entrar en la promoción, el entrenador aragonés no fue renovado por el club tarraconense.
Efímero regreso al Girona y paso al Sabadell
El 23 de junio de 2013, el Girona anunció su regreso como director deportivo; pero diez días después, Salamero firmó como nuevo técnico del CE Sabadell. Fue destituido el 28 de noviembre de 2013, tras una derrota por 3-0 ante el Hércules en la 15ª jornada, dejando al Sabadell en 20º puesto con 15 puntos.
Regreso al Llagostera
En junio de 2015, volvió a la Unió Esportiva Llagostera de nuevo como director deportivo.

## Clubes

### Como jugador
| Club               | País   | Año       |
| ------------------ | ------ | --------- |
| CF Lloret          | España | 1989-1993 |
| CF Calella         | España | 1993      |
| CD Blanes          | España | 1994      |
| CF Lloret          | España | 1994-1995 |
| CE Premià          | España | 1995-1996 |
| Vilobí CF          | España | 1996-1997 |
| CF Lloret          | España | 1998      |
| UE Vilassar de Mar | España | 1998-1999 |

### Como entrenador
| Club                   | País   | Categoría              | Año       | P  | PG | PE | PP | % v.  |
| ---------------------- | ------ | ---------------------- | --------- | -- | -- | -- | -- | ----- |
| UD Cassà               | España | Territorial Preferente | 2003-2004 | 34 | 12 | 8  | 14 | 41.18 |
| FE Figueres            | España | Tercera División       | 2004-2005 | 38 | 15 | 5  | 18 | 39.47 |
| Girona FC              | España | Segunda División       | 2009      | 2  | 2  | 0  | 0  | 100   |
| CE Farners             | España | Primera Catalana       | 2011-2012 | 34 | 13 | 6  | 15 | 38.24 |
| Girona FC              | España | Segunda División       | 2012      | 11 | 6  | 4  | 1  | 54.55 |
| Gimnàstic de Tarragona | España | Segunda División B     | 2012-2013 | 32 | 14 | 11 | 7  | 43.75 |
| CE Sabadell            | España | Segunda División       | 2013      | 16 | 4  | 3  | 9  | 25    |
| UE Llagostera "B"      | España | Primera Catalana       | 2017-2018 | 34 | 11 | 10 | 13 | 32.35 |
| Palamós CF             | España | Primera Catalana       | 2018-2019 | 34 | 14 | 11 | 9  | 41.18 |
| UE Figueres            | España | Tercera División       | 2019-2021 |    |    |    |    |       |